# 信濃尻村
信濃尻村（しなのじりむら）は長野県上水内郡にあった村。現在の信濃町大字野尻・古海・熊坂にあたる。

## 地理
- 山：御巣鷹山、黒姫山、神山、長範山、袴岳、斑尾山
- 湖沼：野尻湖

## 歴史
- 1889年（明治22年）4月1日 - 町村制の施行により、野尻村・古海村・熊坂村の区域をもって発足。
- 1956年（昭和31年）9月30日 - 信濃村・古間村と合併して信濃町が発足。同日信濃尻村廃止。

## 交通

### 鉄道路線
村域を日本国有鉄道の信越本線が通過したが、駅は所在しなかった。

### 道路
- 国道18号

現在は旧村域に上信越自動車道の信濃町インターチェンジの敷地の一部が所在するが、当時は未開通。